# DJ Liberty
DJ Liberty is een Belgische dj en producer.
DJ Liberty begon zijn dj-carrière als DJ Johan in 1987 in Dancing Eden in Heist-op-den-Berg, waar hij 12 jaar draaide. Hij veranderde van naam in 1999 omdat hij toen omschakelde van muziekstijl van allround naar jump. Hij wordt veel geboekt in binnen- en buitenland, maar vooral in Spanje vanwege het succes van "Seguro" aldaar, dat in 2001 de top 10 haalde in de officiële singles-charts. Naast tientallen gigs in Madrid, Barcelona, Logroño en Toledo in Spanje, stond hij ook meermaals op podia in Istanbul, Frankrijk, Nederland, Portugal en Duitsland. 
Tot aan de sluit van Discotheek Illusion op oudjeaarsnacht 2011, was DJ Liberty resident op het maandelijkse concept Kick Da Bass in die club.  Op dit moment is hij resident-dj op de mega parties Real Retro House, en op festivals zoals Beachland, Legacy en Replay.  Daarnaast was hij ook al te gast andere festivals zoals Tomorrowland, Dance D-Vision, Summer Festival, Sunrise Festival, 't Festival en Sunset Festival. In 2008 en 2009 draaide hij op de City Parade in Luik op de vrachtwagen van Jump'In Valley, een Waals partyconcept met residents B.O.S.S. en Furax. 
DJ Liberty is ook samensteller en mixer van CD's zoals de Real Retro House CD's, Hardstylerz volume 2, Belgian JumpStyle Top 100 volume 1 & 2, International Tuning Sounds 11, 12 en 13. 

## Releases
- Why (1999) - No Name Records
- Seguro (1999) - No Name Records
- Moonshine (2000) - No name Records
- Arco Iris (2001) - Mostiko
- Seguro (2001) - Tempo Music Barcelona
- Magica (2002) - Mostiko
- Seguro 2004 (2004) - Mostiko
- Seguro 2005 (2005) - MD Records Madrid
- Luv Cums (2005) - Hardstylerz
- The Clock Is Ticking (2005) - Hardstylerz
- Everybody Fuck Now (2006) - Hardstylerz
- Wonderful Days (2008) - J-Stylerz
- Rap Attack (2008) - J-Stylerz
- Summer Beatz (2009) - Belvedance Music
- Here's Johnny (2009) - Stormtraxx Red
- Your Love (2011) - Kaktus Records
- Explode (2011) - Kaktus Records
- Liquid Is Liquid - (2011) - Kaktus Records
- Drifting Away (2011) - Kaktus Records
- Simplicity (2011) - Kaktus Records
- Keep Pushin (2011) - ToffMusic
- Seguro 2014 (2014) - Hard World
- Explode (2020) - Bonzai Classix
- Here's Johnny (2021) - Bonzai Records (with Jan Vervloet)
- Faith (2022) - Bonzai Records (with DJ E.S.P.)
- Seguro 2022 Remixes (2022) - Bonzai Records
- Now Gimme A Beat (2023) - Bonzai Records
- Better Off Alone (2024) - Bonzai Records
- Wallstreet (2024) - Bonzai Records
- Seven Nation Army (2024) - Bonzai Records
- Hymn (2024) - Bonzai records